# Maison les Hiboux
La maison « Les Hiboux » est un bâtiment Art nouveau édifié par l'architecte Édouard Pelseneer à Saint-Gilles, une commune de Bruxelles en Belgique.
L'édifice doit son appellation aux deux oiseaux de nuit installés sur le couronnement de sa façade.

## Localisation
La maison est située au numéro 55 de l'avenue Brugmann à Saint-Gilles, entre le numéro 53, également construit par Pelseneer, et l'Hôtel Hannon qui est un des édifices Art nouveau les plus connus de Saint-Gilles.

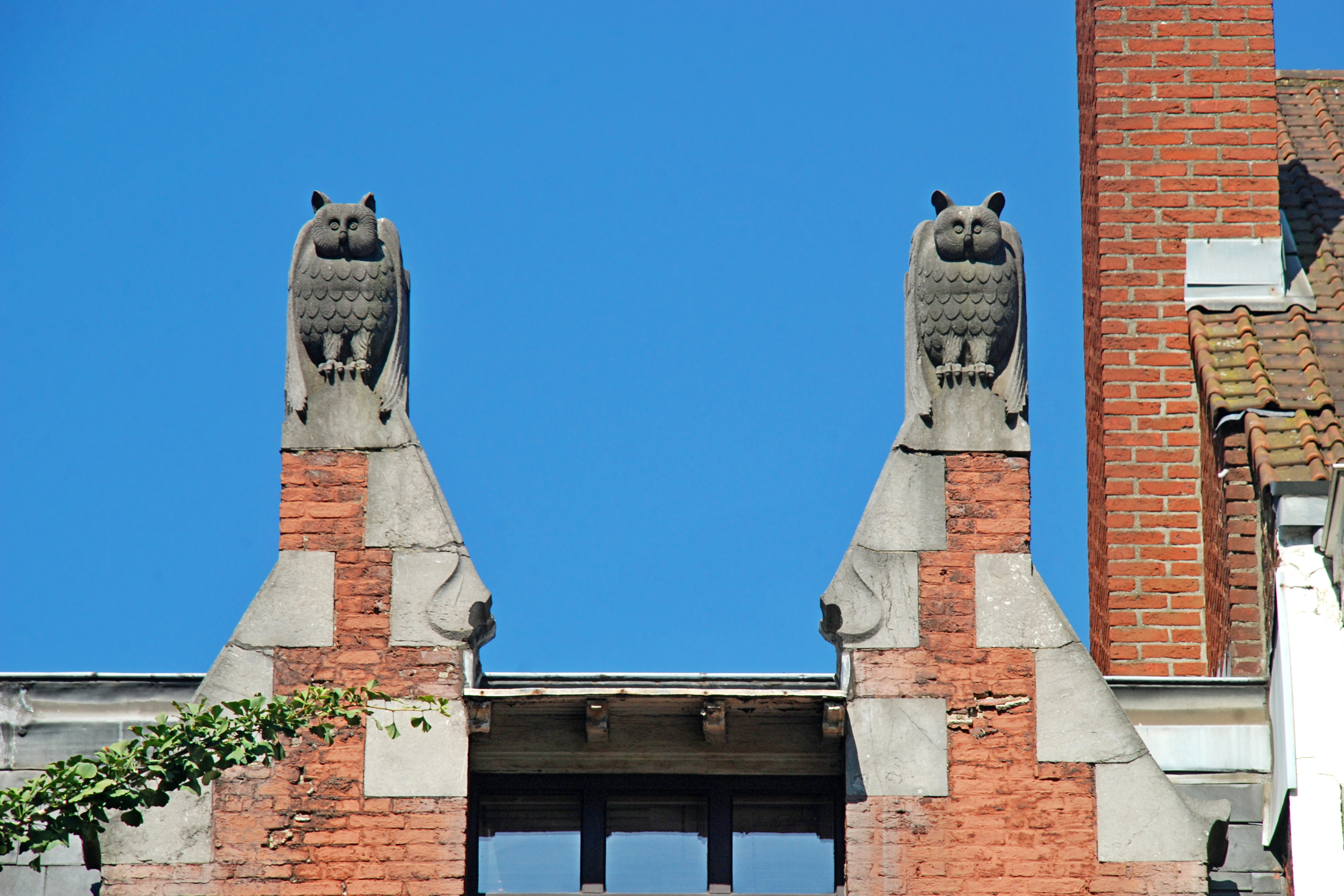
Pinacles.

## Historique
La maison a été édifiée en 1899 par Édouard Pelseneer, l'architecte à qui le peintre symboliste Fernand Khnopff avait confié la construction de sa propre maison.
Elle fait l'objet d'un classement au titre des monuments historiques depuis le 27 octobre 1983.

## Architecture

### Polychromie de la façade
La façade de cette maison de style « Art nouveau géométrique » présente une agréable polychromie résultant de la combinaison de plusieurs matériaux : la brique rouge, la pierre blanche et la pierre bleue. 
Cette polychromie est renforcée par la présence de sgraffites mêlant les teintes blanches, jaunes, orange beiges et vertes.

### Structure de la façade
Comme beaucoup de bâtiments Art nouveau, cette maison présente une façade à l'asymétrie très marquée, composée d'une travée large et d'une travée d'accès beaucoup plus étroite, avec des ouvertures de formes très variées.

### Rez-de-chaussée
Au rez-de-chaussée, le soubassement en pierre bleue est percé, à droite, d'une fenêtre de cave protégée par une grille en fer forgé aux motifs de style « Art nouveau géométrique » et surmontée d'un arc surbaissé inscrit dans un encadrement rectangulaire en pierre (à la manière d'un alfiz).
Cette fenêtre de cave est surmontée d'une grande baie en forme d'arc outrepassé aux boiseries élaborées intégrant des motifs rectangulaires et un deuxième arc outrepassé au centre de la composition. Cet arc réalisé en briques possède des sommiers en pierre blanche qui se prolongent latéralement pour former une bande de pierre blanche qui strie la façade sur toute sa largeur à ce niveau
À gauche, la petite porte d'entrée très basse est surmontée d'un linteau droit inscrit dans un arc outrepassé surbaissé surmonté d'un remarquable sgraffite portant la mention « Les Hiboux », encadrée de deux hiboux à la silhouette stylisée et surmontée de motifs floraux stylisés dans l'esprit de l'« Art nouveau géométrique ». 
Ce sgraffite est logé sous un petit auvent en pierre blanche au-dessus duquel on retrouve le motif de l'arc outrepassé dans une petite fenêtre éclairant la cage d'escalier. Ici aussi, l'arc est en briques mais possède des sommiers en pierre blanche.

### Étage
L'étage est percé de trois baies rectangulaires surmontées de trois arcs outrepassés réunis par leur encadrement en pierre blanche.
Bien qu'il n'y paraisse pas au premier coup d'œil, cet étage est lui aussi asymétrique puisque deux de ses baies sont précédées d'un balcon tandis que la troisième est ornée d'un sgraffite au niveau de l'allège. 
Mieux encore, cet étage introduit une rupture dans la composition de la façade car le balcon qui unit deux de ses trois baies n'est pas aligné sur la travée large du rez-de-chaussée mais est décalé vers la gauche.

### Sommet de la façade
L'asymétrie, déjà rencontrée aux niveaux précédents, triomphe au sommet de la façade.
En effet, si la travée de gauche est couronnée par un grand sgraffite aux motifs végétaux stylisés surmonté d'une corniche en saillie, la travée principale, par contre, est sommée par deux pinacles couronnés chacun par un grand hibou en pierre bleue et disposés de part et d'autre d'une haute lucarne précédée d'un petit balcon.